# Leif Bloms
Leif Bloms var ett dansband i Växjö i Sverige . Den 31 december 1995 lades bandet ner efter att ha sjungit och spelat ihop i nästan 40 år. 
Sedan 1968 och en bit av 70-talet var Lisa (Lisbeth) Magnusson bandets sångerska, för att sedan ersättas av Madelaine Lindahl. Från och med albumet Håll dig kvar 1981 sjöng Mona Gustafsson med bandet, och den av henne skrivna låten Dej ska jag älska all min tid vann 1992 Hänts meloditävling, som anordnades i Älvsjö. Mona Gustafsson, Patrik Ahlm och René Saulesco bildade då ett annat dansband, Mona G:s orkester.
Bandet började 1956 med att spela på hembygdsfester, föreningsfester och bröllop. Dragspel, gitarr och kontrabas ingick i den ursprungliga sättningen. De hette i början Leifs trio, men bytte sedan namn till Leifs kvartett då Åke Bloms yngre bror Leif Blom 1958 gick med, ¨, och blev kapellmästare, och namnet blev Leif Bloms. De första åren spelade bandet i de södra delarna av Sverige. 1971 spelade man in en singel, Då föddes kärleken, med Gert Blom som trumpetsolist, och som gick in på Svensktoppen. Bandet uppträdde i Nygammalt 1978, i Café Norrköping 1993 och Bingolotto i Göteborg 1994. De var också med i programmet I afton dans flera gånger. Då bröderna Gert, Åke och Leif inför 1996 lämnade bandet lades det ner, och bandet spelade sista gången den 30 december 1995. Vokalisten Mona Gustafsson tog med sig resten av bandet och två andra musiker, som blev Mona G:s orkester .
Under perioden augusti-november 2007 återförenades bandet för att spela tillfälligt fyra gånger .

## Medlemmar

### Från starten
- Åke Blom - gitarr
- Leif Blom - keyboard dragspel
- Simon Blom - bas

### Senare
- Gert Blom - trumpet, gitarr, keyboard
- Mona Gustafsson - sång, gitarr  (1981-1995)
- Svend Erik Hansen - bas
- Peo Henriksson - bas, sång
- Peter Heigis - trummor
- Madeleine Käll - sång
- Kenneth Karlsson - trummor
- C A Olsson - trummor
- Egon Olsson - trummor
- Ingrid Jones - sång
- Lisa (Lisbeth) Magnusson - sång
- Ulf Lindstrand - trummor, sång
- Carina Jönsson - sång
- Olle Hallstedt - trummor, sång
- Stefan Svensson - bas
- Renè Saulesco - trummor, fiol, sång
- Patrik Ahlm - bas, sång

## Diskografi

### Album
- Leif Bloms orkester - 1973
- På världens tak - 1974
- Vilken härlig fest - 1975
- Här igen - 1976
- Hem till dej - 1977
- Amore - 1977
- En souvenir - 1977
- Vem får din sång - 1979
- Cindy - 1979
- Jul för dig och mig - 1980
- Håll dig kvar - 1981
- Jubileumsalbum - 1983
- Som en saga - 1984
- Alltid på väg - 1986
- Härligt ljusblåa ögon - 1988
- Bara för en stund (samling) - 1988
- Årets skiftningar - 1990
- Vilken underbar värld: 12 instrumentala önskemelodier - 1992
- Dej ska jag älska all min tid - 1993
- Det bästa som hänt (samling) - 1993
- En ring av guld (samling) - 1994
- Leif Bloms 20 bästa (samling) - 1997
- Nu och för alltid (samling) - 2008

### Singlar
- En liten gnista/Min lyckostjärna - 1968
- Lat oss slå på stora trumman/Nei jag kandig ej förlåta - 1968
- Om sanningen ska fram/Låt oss möta sommaren - 1968
- Det var du som stal mitt hjärta Carl Johan/Vill du vinna mig tillbaka - 1969
- Snart är våren här/Ta mej hem till din mamma - 1970
- Ticke ticke tong/Vilken underbar dag i dag - 1971
- Då föddes kärleken/Trumpetens sång - 1971
- Alla har vi våra drömmar/Klockornas sång - 1972
- Gotländsk sommarnatt/En tidlös dröm - 1974
- Vi ha glädjen tillsammans/Petter och Frida - 1974
- En gunga för två/En sommarnatt - 1975
- Vilken härlig fest/Säg fröken får jag en dans - 1975
- Du dansar verkligt bra/När sommaren kommer - 1976
- Vid mitt fönster/Angelique - 1977
- Vem får din sång/Substitud - 1978
- Oh Susie bara vi två vet/Yours - 1979
- Släng dej i väggen/Om du stannar kvar - 1988
- Ännu en gång/Finns det tro finns det hopp - 1991
- Jag vill ha dej för mig själv/En enda vår - 1990
- Jag sjunger för dej/När jag kysste lärar'n - 1991
- Stopp stanna upp/Tid att förstå - 1991
- Dej ska jag älska all min tid/Öppna ett fönster/Ensam med dig - 1992
- Det bästa som hänt/Det finns ingenting att hämta/Om du ser i mina ögon - 1993
- En ring av guld/Om du ser i mina ögon - 1994

## Melodier på Svensktoppen
- Då föddes kärleken - 1971 (med Gert Blom)
- Jag ska ta morfar med mig ut i kväll - 1977
- Nu och för alltid - 1993
- Det bästa som har hänt - 1993
- En ring av guld - 1994

### Fotnoter
1. ↑  ”Svenska dansband - Leif Bloms (1993-1994)”. Arkiverad från originalet den 15 oktober 2014. https://web.archive.org/web/20141015164307/http://www.svenskadansband.se/img41.htm. Läst 27 november 2008.
2. ↑  Johansson, Peje; B, Fredrik; Marchal, Anne (29 september 2016). ”Leif Bloms sångerska om skivan: "Har dressen kvar än"”. Sveriges Radio. https://sverigesradio.se/artikel/6529045. Läst 24 november 2024.
3. ↑  ”Sångerskor och Musikanter”. Sveriges hembygdsförbund. 27 oktober 2014. https://www.hembygd.se/notteback/plats/332834/text/64085. Läst 24 november 2024.
4. ↑  ”Smålandsposten 11 april 2008 - Till minne av Åke Blom”. Arkiverad från originalet den 18 april 2013. https://archive.is/20130418100200/http://www.smp.se/personligt/minne/till-minne-av-ake-blom(605555).gm. Läst 18 april 2013.
5. ↑  ”Adress Rosenhill's nostalgiside - Leif Bloms”. Arkiverad från originalet den 5 januari 2008. https://web.archive.org/web/20080105121944/http://www.home.no/adressrosenhill/LeifBloms.html. Läst 12 september 2008.
6. ↑  Blekinge Läns Tidning 11 oktober 2007 - Leif Bloms bjuder upp igen Arkiverad 11 februari 2008 hämtat från the Wayback Machine.